# Stadium Negara
Das Stadium Negara (englisch für „Stadion Negara“), auch bekannt als Stadium Tertutup, ist eine Mehrzweckhalle in der malaysischen Hauptstadt Kuala Lumpur.
Die Arena liegt etwa zwei Kilometer vom Zentrum der Hauptstadt entfernt und befindet sich unmittelbar neben dem Stadium Merdeka. Das Stadion wurde von 1960 bis 1962 erbaut und am 19. April 1962 offiziell von Yang di-Pertuan Agong als erste überdachte Arena in Malaysia eröffnet. Das Negara Stadium dient hauptsächlich als Veranstaltungsgebäude für Sportveranstaltungen und Konzerte. Es wurde im Jahr 1982 renoviert.

## Veranstaltungen
| Jahr | Künstler     | Ref.  |
| ---- | ------------ | ----- |
| 1972 | Bee Gees     | [ 4 ] |
| 1990 | Eric Clapton | [ 5 ] |
| 1996 | Def Leppard  | [ 6 ] |
| 2007 | Kanye West   | [ 7 ] |
| 2009 | Jason Mraz   | [ 8 ] |
| 2013 | CN Blue      | [ 9 ] |